# Geheime verrassingen
Geheime verrassingen is een bloemlezing van korte verhalen van Ann Beattie, in de vertaling van Tineke Funhoff. De bloemlezing verscheen in 1987 bij De Arbeiderspers. Geheime verrassingen bevat verhalen uit Distortions (1976, de debuutbundel van Ann Beattie) en Secrets and Surprises (1978, de tweede bundel van Ann Beattie). Opmerkelijk is dat de bloemlezing opent met enkele verhalen uit de tweede bundel, en afsluit met enkele verhalen uit de eerste bundel.

## Inhoudsopgave
Uit Secrets and Surprises:
1. Een klassieke Thunderbird
2. Het tuinfeest
3. Weekend
4. Een redelijke man
5. Een slimme-kinderenverhaal
6. Geheimen en verrassingen
7. Starley
Uit Distortions:
8. Dwergenhuis
9. Vier verhalen over minnaars
10. Hale Hardy en de verbazingwekkende beestvrouw
11. Slangeschoentjes
12. De parkeerplaats
13. Bergafwaarts
14. Ingebeelde gebeurtenissen
15. Zomaar een dag in Big Bear City, Californië